# Ralf Abati
Ralf Abati (geboren am 22. Februar 1964 in Zürich) ist ein Schweizer Airbrusher, Plastiker und Kirchenmaler.

## Leben und Werk

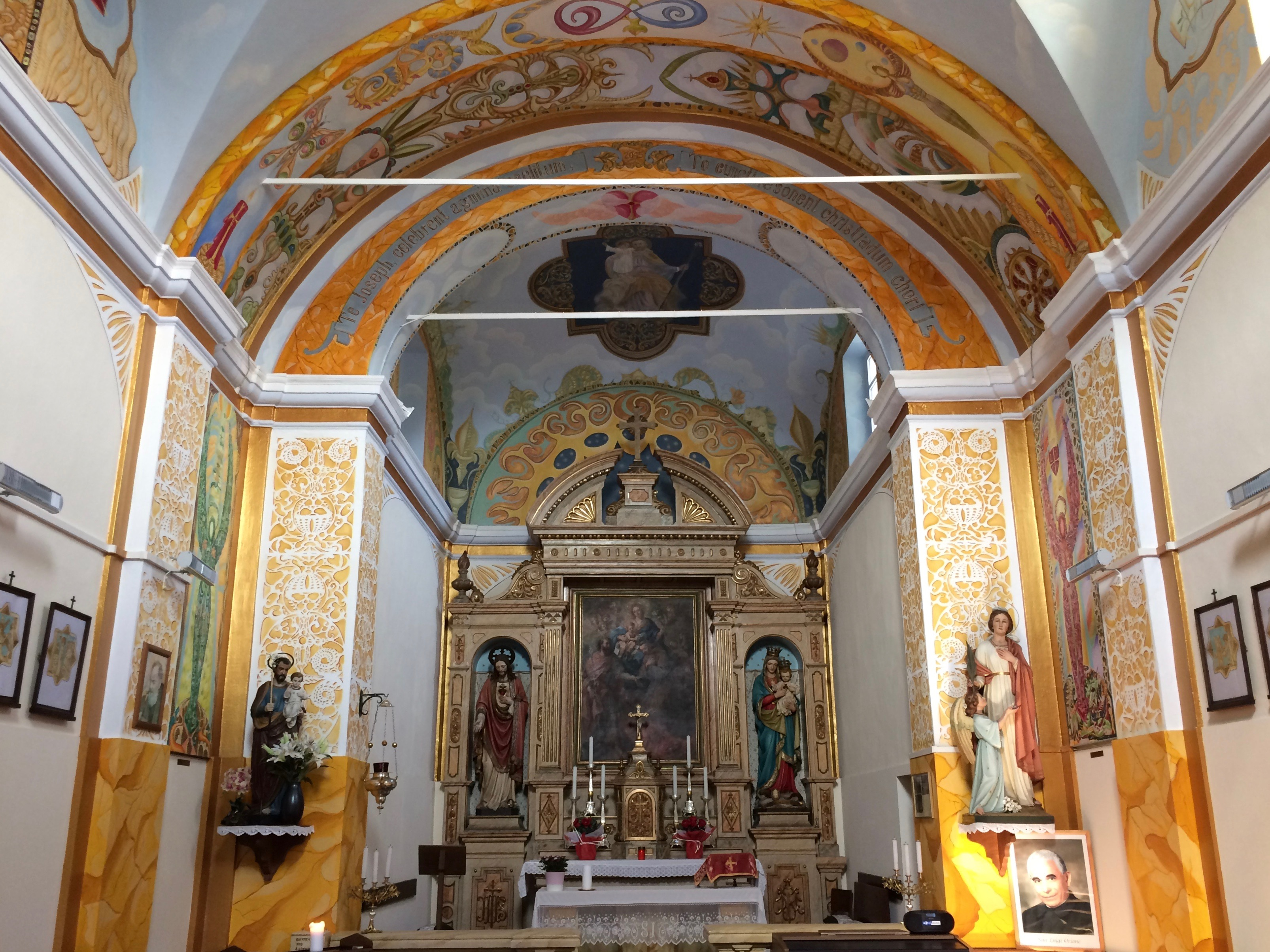
Die Innenbemalung der 2015 restaurierten Kirche von Signôra (Bild von ZanZero78)

Ralf Abati wurde als Sohn des Zahntechnikers Rino und der Bibliothekarin Ruth in Zürich geboren. Nach Abschluss der Schule absolvierte er eine Lehre zum Innendekorateur. Während dieser Zeit experimentierte er als einer der ersten mit dem Airbrush in der Kunst. Für kurze Zeit besuchte Abati die F+F Schule in Zürich. Mit einem seiner Lehrer, Emil Schwarz, blieb er bis zu dessen Lebensende befreundet.
1985 bis 1990 war Abati Assistent beim Schweizer Maler und Oscarpreisträger H.R. Giger. Es entstand eine tiefe Freundschaft und ein künstlerischer Austausch, der bis zu Gigers Tod andauerte. Bei H.R. Giger hatte Abati die Gelegenheit, seine Airbrush-Technik zu verfeinern. Er schuf Unterwasserwelten, Mikrokosmos-Makrokosmus, so der Titel im Tages-Anzeiger zu seinen Werken, welche er bereits früh in Zürich und Umgebung zeigen konnte. Unermüdlich experimentierte er in seinem Schaffen mit verschiedenen Materialien und Techniken. Seinem Stil blieb er dabei immer treu. „Ralfs malerische Welt ist positiv, farbig und voller Lebensfreude“ (Zitat H.R. Giger).
1992 heiratete er seine erste Frau Manuela. Aus dieser Ehe gingen zwei Töchter hervor. 2008 zog er mit seiner Familie nach Bürglen im Kanton Thurgau, wo er ein eigenes Atelier bezog. Er engagierte sich in der Schule, wo er Zeichenunterricht gab. Mit seinen Schülern gestaltete er die Kreiselunterführung in Bürglen. 2013 wurde die Ehe geschieden. Darauf zog Abati für zwei Jahre ins Tessin. Dort lernte er seine zweite Frau Pascale kennen. Er renovierte die Kirche in Signôra. Mit der Kirchenmalerei ging für Abati nach eigenen Angaben ein Lebenstraum in Erfüllung.
Heute lebt und arbeitet er in Adliswil, Zürich.

## Ausstellungen und Projekte (Auswahl)

### Gruppenausstellungen
- 1986: Ortsmuseum Albisrieden[8]
- 1989: Galerie Nievergelt, Zürich

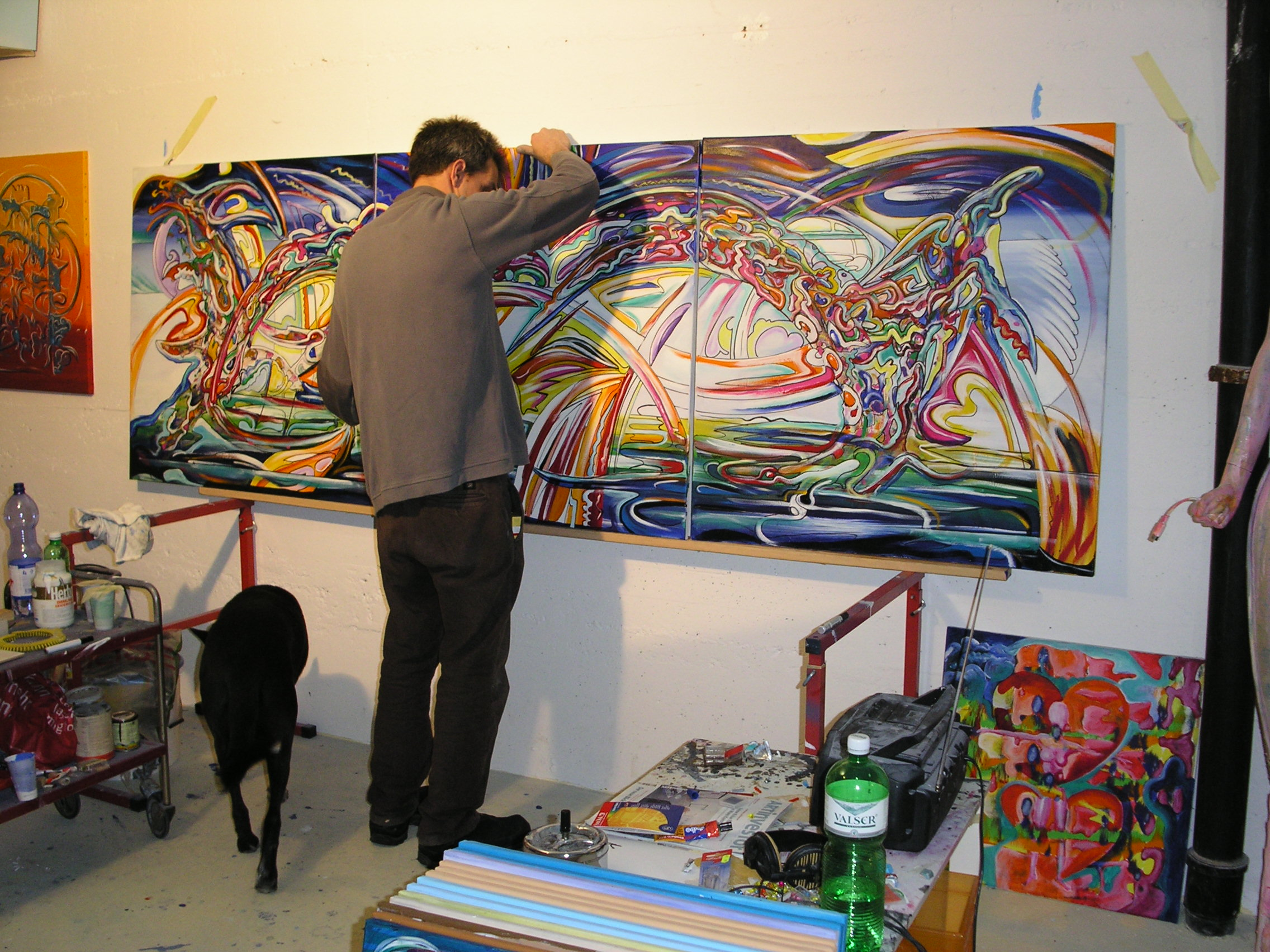
Ein Einblick in das Atelier von Ralf Abati

- 1992: La Quinta Art Foundation, USA
- 2003: Galerie am Bach, Obererlinsbach[9]
- 1999: Château Gruyères, Gruyères[10]
- 2010: Château St.Germain, Gruyères[11]
- 2020: Galerie Tenne, Schwamendingen[12]

### Einzelausstellungen
- 1990: Galerie Imhof, Thalwil
- 1990: Galerie Incognito, Zürich
- 1992: Kulturfabrik SRO, Zürich
- 1996: Galerie Steiner, Baden
- 2001: Galerie La Rocca, Zürich
- 2001: Hirslandenklinik Aarau[13]
- 2005: Loft Filippo Leutenegger, Zürich
- 2006: Universitätsklinik Balgrist, Zürich[14]
- 2008: Galerie A16 in Thalwil
- 2008: Galerie Infinys in Adliswil[15]
- 2009: Ausstellung  zur Eröffnung des Mühlefoyer in Bürglen[16]
- 2010: Aufhellungen im Untergrund, Bemalung der Kreiselunterführung in Bürglen, mit 120 Schülern und Kindergärtnern[17]
- 2015: Restauration und Eröffnung der Kirche von Signora im Tessin[18]
- 2018: Ausstellungen Galerie Tenne, Schwamendingen[19]
- 2019: H.R.Giger Museum[20]
- 2024: Galerie Kunst Akt, Aktmalerei[21]